# Eric Partridge
Eric Partridge (Gisborne, 6 febbraio 1894 – 1º giugno 1979) è stato un lessicografo neozelandese.
Era uno studioso della lingua inglese, in particolare dello slang. La sua carriera fu interrotta solo dal servizio militare prestato nel Royal Army Educational Corps e nel dipartimento corrispondenza della RAF durante la seconda guerra mondiale.

## Gli inizi
Partridge nacque nella valle del fiume Waimata, presso Gisborne, sull'Isola del Nord della Nuova Zelanda da John Thomas Partridge, un allevatore di bovini, e da sua moglie Ethel Annabella Norris. Nel 1908 la famiglia si trasferì nel Queensland, Australia, dove egli studiò presso la Toowoomba Grammar School. Studiò i classici, il francese e l'inglese presso l'Università del Queensland.
Durante questo periodo Partridge lavorò anche per tre anni come insegnante prima di arruolarsi nell'Australian Imperial Force in aprile 1915 e prestando servizio nella fanteria australiana durante la prima guerra mondiale, in Egitto, a Gallipoli e sul Fronte occidentale, prima di venire ferito nella Battaglia di Poziéres. Si dice che il suo interesse nello slang e nell'"underside" del linguaggio risalga alla sua esperienza del tempo di guerra. Partridge ritornò all'Università tra il 1919 e il 1921, quando ricevette il suo baccalaureato.

## Carriera
Dopo aver conseguito la sua laurea, Partridge divenne Queensland Travelling Fellow al Balliol College di Oxford, dove lavorò sia al dottorato in discipline umanistiche (Master of Arts = MA) sulla poesia romantica inglese del diciottesimo secolo, e ad un B.Litt in letteratura comparativa .
Successivamente insegnò in una scuola di grammatica nel Lancashire per un breve intervallo, quindi, nel biennio che iniziò a settembre 1925, tenne il posto di lettore presso le Università di Manchester e Londra. Dal 1923, egli "trovò una seconda casa", occupando la stessa cattedra (K1) presso la British Museum Library (com'era nota allora) per i successivi cinquant'anni. Nel 1925 sposò Agnes Dora Vye-Parminter, che nel 1933 gli diede una figlia, Rosemary Ethel Honeywood Mann. Nel 1927 fondò la Scholartis Press, che diresse fino alla sua chiusura nel 1931.
Durante gli anni venti scrisse romanzi con lo pseudonimo di Corrie Denison; Glimpses, un libro di storie e sketch, fu pubblicato dalla Scholartis Press nel 1928. La Scholartis Press pubblicò oltre 60 libri in quei quattro anni, compreso Songs and Slang of the British Soldier 1914-1918, di cui Partridge fu co-autore insieme a John Brophy. Il suo capolavoro sullo slang, Slang Today and Yesterday, comparve nel 1933 e il suo ben noto Dictionary of Slang and Unconventional English seguì nel 1937.
Durante la seconda guerra mondiale, Partridge prestò servizio nel Royal Army Education Corps, trasferendosi poi presso il dipartimento corrispondenza della RAF, prima di tornare alla sua scrivania del British Museum nel 1945.
Partridge scrisse oltre quaranta libri sulla lingua inglese, comprese le sue ben note opere sull'etimologia e sullo slang. Egli scrisse anche libri sul tennis, sport in cui eccelleva. I suoi scritti sono archiviati presso l'Università di Birmingham, la British Library, il King's College di Cambridge, il Royal Institute of British Architects, l'Università di Exeter, l'Università di San Francisco, il Warwickshire Record Office e la William Salt Library.
Morì a Moretonhampstead, Devon, nel 1979, all'età di 85 anni.

## Opere scelte
(in lingua inglese salvo diverso avviso)
- Three Personal Records of the War (con R. H. Mottram e John Easton). Scholartis Press, 1929; ripubblicato come Three Men's War: The Personal Records of Active Service (1930).
- Songs and Slang of the British Soldier (with John Brophy). Scholartis Press, 1931.
- A Charm of Words. New York, Macmillan Co., 1961 (copyright 1960)
- A New Testament Word Book: a Glossary. London, George Routledge & Sons, 1940; republished New York, Books for Libraries Press, 1970.  The 1987 republication by the Christian editore Barbour & Company of Uhricksville, Ohio as The Book of New Testament Word Studies, with copyright claimed by the editore, appears to be a copyright violation.
- The 'Shaggy Dog' Story. New York, Philosophical Library, 1954.
- A Dictionary of the Underworld.  London, Macmillan Co., 1949; reprinted with new addenda, New York, Bonanza Books, 1961.
- From Sanskrit to Brazil: Vignettes and Essays upon Languages. Hamish Hamilton, 1952. Reprinted 1969 by Books for Libraries Press, Freeport, New York. ISBN 0-8369-5055-0
- The Gentle Art of Lexicography as pursued and experienced by an addict (1963), New York: The Macmillan Company. (consultato il 27 maggio 2018)
- Here, There and Everywhere. Hamish Hamilton.
- Name into Word. Secker & Warburg
- A Dictionary of Catch Phrases. Routledge & Kegan Paul (UK)/Stein and Day (US). Pubblicato per la prima volta nel 1977. 2ª edizione 1985. Paperback 1986. e-print 2005 ISBN 0-203-37995-0
- A Dictionary of Clichés. Routledge & Kegan Paul. Pubblicato per la prima volta nel 1940. E-print 2005. ISBN 0-203-37996-9
- A Dictionary of Forces' Slang.
- A Dictionary of RAF Slang. Michael Joseph, 1945; nuova edizione con un'introduzione di Russell Ash, Pavilion Books, 1990 ISBN 978-1-85145-526-3
- Routledge Dictionary of Historical Slang.
- Origins: A Short Etymological Dictionary of Modern English (1958). Ristampa: Greenwich House, New York, 1983. ISBN 0-517-41425-2. Ristampa: Random House Value Publishing (1988)
- A Dictionary of Slang and Unconventional English. 1ª edizione: Londra, Routledge & Kegan Paul, 1937.
2ª edizione 1938
3ª edizione 1949
4ª edizione 1951
5ª edizione in due volumi, supplemento molto ampliato, 1961. Ristampato in un volume nel 1963. Mary Martin Books. Adelaide, Sud Australia.
6ª edizione 1967
7ª edizione 1970
8ª edizione Londra e New York, Routledge, 1984. Ristampa Paperback 2002
- Shakespeare's Bawdy. London, Routledge & Kegan Paul (1947)/New York, E. P. Dutton & Co. (1948), Ristampa: Routledge (1991) ISBN 0-415-05076-6. Routledge Classics 2001 Hardback ISBN 0-415-25553-8; Paperback ISBN 0-415-25400-0
- Slang Today and Yesterday. Routledge & Kegan Paul.
- A Smaller Slang Dictionary.
- You Have A Point There: A Guide to Punctuation and its Allies. Pubblicato nel 1953 da Hamish Hamilton Ltd. Taylor & Francis e-print 2005. ISBN 0-203-37992-6
- Usage and Abusage: A Guide to Good English. Hamish Hamilton/Penguin Books. Ristampa: W. W. Norton & Company (1997) ISBN 0-393-31709-9
- Name This Child. Hamish Hamilton.
- Name Your Child. Evans Bros.
- Eric Partridge in His Own Words. Edito da David Crystal. 1980. Macmillan Publishing Co., New York. ISBN 0-02-528960-8.

Come Corrie Denison, 
- Glimpses. Scholartis Press, 1928.
- From Two Angles, un lungo racconto che esamina la storia della Prima guerra mondiale da due punti di vista, e comprendente molte canzoni di soldati, compresa in A Martial Medley, Scholartis Press, 1931.